# Fèves
Fèves é uma comuna francesa na região administrativa de Grande Leste, no departamento de Mosela. Estende-se por uma área de 4,8 km². Em 2010 a comuna tinha 1 167 habitantes (densidade: 243,1 hab./km²).